# Góra Szańcowa
Góra Szańcowa – wzgórze (208,3 m n.p.m.) w południowo-zachodniej Polsce, na północnym skraju Wzgórz Strzelińskich na Przedgórzu Sudeckim, między miejscowościami Strzelin, Gościęcice i Gęsiniec.

## Zagospodarowanie szczytu
Zbocza wzgórza zajęte przez użytki rolne, a na wierzchołku znajduje się zagajnik. Na szczycie wieża widokowa w starej wieży ciśnień. Dobry punkt widokowy na Wzgórza Strzelińskie, Masyw Ślęży, znaczną część Niziny Śląskiej i Strzelin. Widoczny jest również Wrocław z wieżowcem Sky Tower. Zagospodarowane miejsce odpoczynku z altaną i ławkami.

## Szlaki turystyczne
Strzelin – Szańcowa – Gościęcice Średnie – Skrzyżowanie pod Dębem – Gromnik – Dobroszów – Kalinka – Skrzyżowanie nad Zuzanką – Źródło Cyryla – Ziębice – Lipa – Rososznica – Stolec – Cierniowa Kopa – Kolonia Bobolice – Kobyla Głowa – Karczowice – Podlesie – Ostra Góra – Starzec – Księginice Wielkie – Sienice – Łagiewniki – Oleszna – Przełęcz Słupicka – Sulistrowiczki – Ślęża – Sobótka